# Abdullah Mousa
Abdullah Mousa Mohamed Ahmed Esmaeil Al Bloushi, còn có tên Abdulla Al Bloushi (Arabic: عبد الله موسى; sinh ngày 23 tháng 2 năm 1987 ở Al Ain, Các Tiểu vương quốc Ả Rập Thống nhất) là một cầu thủ bóng đá người Các Tiểu vương quốc Ả Rập Thống nhất thi đấu cho câu lạc bộ quê nhà Al-Jazira ở UAE Football League. Anh đá ở vị trí hậu vệ.
Tại Cúp bóng đá châu Á 2011 ở Qatar, anh được triệu tập vào Đội tuyển bóng đá quốc gia Các Tiểu vương quốc Ả Rập Thống nhất. Đội tuyển quốc gia của anh bị loại sau vòng bảng.

## Danh hiệu
Các Tiểu vương quốc Ả Rập Thống nhất
- Cúp các quốc gia vùng Vịnh: 2013